# Українське товариство Киргизької Республіки «Берегиня»
Украї́нське товари́ство Кирги́зької Респу́бліки «Береги́ня», скорочена назва «УТКР „Берегиня“» (кирг. Кыргыз Республикасынын «Берегиня» украин коому) — громадське об'єднання, основними цілями якого є поєднання зусиль його членів для сприяння процесу відродження національної самобутності, національної самосвідомості українців Киргизької Республіки; вивчення і розвиток традицій, історії, мови, культури українців; налагодження тісних зв'язків українців Киргизької Республіки зі своєю етнічною батьківщиною — Україною та українцями всього світу; сприяння зміцненню миру і дружби, довіри і взаєморозуміння, братніх взаємин між народами Киргизької Республіки; сприяння правовій захищеності українців, які проживають у Киргизькій Республіці; сприяння зміцненню та поглибленню співпраці між Киргизькою Республікою і Україною.

## Історія
Громадське об'єднання «Українське товариство Киргизької Республіки „Берегиня“» (УТКР «Берегиня») засновано 13 червня 1993 року у Бішкеку. Зареєстровано в Міністерстві юстиції Киргизької Республіки 16 липня 1993 р. (перереєстровано 10 вересня 2002 р.). Ініціаторами створення товариства були вчені І.Шерстюк і Г.Хлипенко, педагоги В.Нарозя і Н Шульга, журналісти О.Мальований і Є.Денисенко, підприємець В.Романів, депутат В.Сливенко, музикант В.Бондаренко, військовослужбовці Н.Настіченко і Ю.Сугоняк, ветерани праці М.Балега і Л.Шепшелій.
УТКР «Берегиня» має республіканський статус і є єдиною громадською організацією українців у Киргизстані, що представляє специфічні етнокультурні інтереси української діаспори. У складі громади є українці, які проживають у містах Бішкек, Токмок, Каракол, Кара-Балта, а також в с. Петропавлівка, Полтавка Джаїльського р-ну, Біловодське, Садове, Петрівка Московського району, Ново-Покровка Іссик-Атинського р-ну, Воєнно-Антонівка Сокулуцького р-ну, Маївка Аламединського р-ну Чуйської обл. і в с. Уч-Коргон Баткенської області.

## Програма, цілі і завдання
Робота УТКР «Берегиня» будується відповідно до Статуту організації і спрямована на реалізацію програми «Жити для Киргизстану з Україною в серці!», прийнятої на VIII звітно-виборній конференції 9 листопада 2014 року (до цього діяла програма «Вчимося жити в умовах діаспори», затверджена на установчій конференції 13 червня 1993 р.).
Цілі і завдання:
- відродження національної самобутності, підтримка і розвиток духовної і матеріальної культури киргизстанських українців, сприяння зростанню їх етнічної ідентичності та національної самосвідомості;
- утвердження в Киргизькій Республіці міжетнічної злагоди, принципу громадянської єдності в умовах національно-культурного розмаїття;
- сприяння розвитку взаємовигідного співробітництва, відносин дружби між Україною і Киргизстаном.

## Членство УТКР «Берегиня» в неурядових організаціях

### УТКР «Берегиня» у складі Асамблеї народу Киргизстану
Українське товариство КР «Берегиня» одне з ініціаторів створення (22 січня 1994 року) і є членом Асамблеї народу Киргизстану (АНК) — неурядової організації, покликаної сприяти консолідації суспільства на основі загальногромадянської ідентичності, спільної відповідальності громадян Киргизстану за збереження єдності та культурного різноманіття країни з метою прогресивного демократичного розвитку, слугувати зміцненню міжнаціональної злагоди, громадянського миру, інтеграції та єдності народу Киргизстану.

### УТКР «Берегиня» у складі міжнародних українських організацій
Українське товариство КР «Берегиня» — член Української Всесвітньої Координаційної Ради (УВКР) з 1995 р. (м. Київ) і Світового Конґресу Українців (СКУ) з 2018 р. (м. Торонто), а також засновник Товариства дружби «Киргизстан — Україна» (1996 р.). 17–18 березня 2013 року на запрошення Ради Українського товариства КР «Берегиня» вперше відбувся візит до Киргизької Республіки делегації УВКР на чолі з Головою Михайлом Ратушним, який взяв участь у культурно-інформаційній акції «Українці в сім'ї єдиній — киргизстанській», а 16–17 вересня 2018 року учасником Міжнародної науково-практичної конференції «Українська діаспора Киргизстану: вчора, сьогодні, завтра», присвяченій 25-річниці УТКР «Берегиня» став Президент СКУ Євгеній Чолій.

## Культурно-просвітницька та освітня діяльність

### Творчі колективи УТКР «Берегиня»
- Український народний ансамбль «Барвінок» (м. Бішкек, художній керівник Володимир Нарозя);
- Український народний ансамбль «Зачарівня пісня» (с. Петропавлівка Джаїльського р-ну, худ. кер. Василь Рой);
- Український фольклорний ансамбль «Червона калина» (с. Полтавка Джаїльского р-ну, худ. кер. Наталія Чівєрьова-Задерихвіст);
- Український фольклорний ансамбль «Калина» (с. Біловодське, Московського р-ну, худ. кер. Валентина Адайкіна і Микола Фоменко);
- Український фольклорний гурт «Голоси України» (с. Ново-Покровка, Аламединського р-ну. худ. кер. Надія Денисенко).

### Українська пісня і танець на землі Манаса
Республіканський фестиваль «Українська пісня і танець на землі Манаса» започаткований УТКР «Берегиня» та Республіканською дирекцією з народної творчості Міністерства культури Киргизької Республіки і присвячений Дню української писемності та мови. До участі у фестивалі запрошуються хорові і танцювальні, професійні і самодіяльні колективи, вокальні ансамблі і солісти, що представляють, поряд з українською й інші етнічні групи Киргизстану, в репертуарі яких є українські пісні та танці. І Фестиваль у 2003 році було приурочено 10-ій річниці УТКР «Берегиня»; ІІ Фестиваль — 2004 року — 190-річчю з Дня народження Тараса Шевченка, ІІІ — 2008 року — 15-річчю УТКР «Берегиня», а IV Фестиваль, що відбувся у листопаді 2019 року, і в якому вперше взяв участь творчий хореографічний колектив з України — Ансамбль танцю «Вітамінчики» (м. Київ), було присвячено пам'яті заслуженого діяча культури КР Олени Райської.

### Вшанування пам'яті Тараса Шевченка
«Тарасу Григоровичу Шевченку не довелося ступати по киргизькій землі, але його духовний поступ священною землею Манаса, що розпочався наприкінці позаминулого століття, триває і до нині. Документальним свідченням цього є книга „Тарас Шевченко у Киргизстані“, що вийшла в Українському товаристві Киргизької Республіки „Берегиня“. В ній зібрані наукові, публіцистичні і художні матеріали киргизьких вчених, письменників, присвячені акину Таразі. Саме так, акином Таразі, в Киргизії називають нашого великого і всесвітньовідомого Кобзаря — Тараса Шевченка.
Народний поет Киргизії Сооронбай Джусуєв наголошував на тому, що геніальний Шевченко належить не тільки українському народові — „Він і наш, (тобто і киргизький) Шевченко“. І це дійсно так. Киргизи знають і люблять поезії Шевченка не менше, ніж поезії свого національного трибуна — Токтогула Сатилганова. В обох великих поетів склалася важка доля. Шевченко і Токтогул, вийшовши з народних низин, добре знали прагнення та сподівання простих людей. Вони стояли за народ і піднімали свої гнівні голоси проти його поневолювачів. Царські можновладці боялися голосу правди. Тому обидва великих співці — кобзар і акин — протягом десяти нестерпно довгих років поневірялися на засланні: Шевченко — в казахських степах, а Токтогул — в Олександрівському централі Іркутська. Так царська верхівка розправлялася з виразниками народних дум за їхні політичні виступи. Саме в ці роки поезії Шевченка і Токтогула зазвучали з особливою мужністю. Їхній голос, голос співців свободи, загартувався якраз в неволі. Ось чому близький і зрозумілий Шевченко киргизам, чому киргизи люблять його, як і Токтогула».
Під егідою УТКР «Берегиня» щорічно відбуваються «Шевченківські дні». Особливо пам'ятними стали заходи, присвячені шевченковим ювілеям — 190, 195, 200 і 205-річчям з Дня народження Кобзаря.

### Українське шкільництво
Основи українського шкільництва у Киргизстані закладені наприкінці 1990-х рр. За ініціативою УТКР «Берегиня» були створені «недільні школи» у м. Бішкеку («Джерело»), у селах Петропавлівка («Кобзар») та Полтавка («Букварик») Джаїльського району, викладачами української мови в яких були Н. Д. Коминарець, М. С. Рахімова-Паньків, Л. Ф. Шепшелій. З 2001 по 2012 рр. за ініціативою Посольства України в КР діяли «українські класи» в загальноосвітній школі № 48 міста Бішкека, викладачами в яких були Н. М. Шаповал — дружина Посла України в КР П. Д. Шаповала і Н. Д. Коминарець — секретар УТКР «Берегиня».

### Кабінет Україністики
Матеріальною базою для освітньої діяльності є перший у Киргизстані навчальний кабінет україністики, створений у 1999 р. при офісі УТКР «Берегиня», що розміщується в будівлі Асамблеї народу Киргизстану. При кабінеті діють:
- бібліотека української книги (зав. Марія Кулманбетова-Краглик);
- гурток «Візеруночок» з навчання мистецтву української вишивки і вивчення української мови (кер. Світлана Чубко);
- історичний клуб «Спадщина» (кер. Володимир Нарозя);
- клуб любителів авторської пісні «Білий птах» (кер. Оксана Гайнулліна).

Кабінет взаємодіє з українськими освітніми центрами вишів м. Бішкека, проводить консультації та надає методичну допомогу організаціям і установам з питань «українознавства», підготовки проведення Днів України та української культури. Послугами Кабінету користуються навчальні заклади, творчі колективи, окремі особи — всі, хто причетний до духовної культури українського народу.

## Інформаційна діяльність
Радіопередача українською мовою «Берегиня» виходить з 12 січня 1998 року на першому Національному радіоканалі Киргизької Республіки, а також транслюється на Інтернет-сайті — www.ktrk.kg (засновник, автор і ведучий В. Нарозя). Формат радіопередачі: до червня 2007 р. — 30 хв. 1 раз на 2 тижні (під час реалізації проектів щотижня), з червня 2007 — 15 хв. щотижня. За більш ніж 22 роки українського радіоефіру на киргизькій хвилі підготовлено понад 900 випусків «Берегині», реалізовано радіопроєкти «Співдружність народів — співдружність культур», «Етнорадіомозаїка Киргизстану», «Громадяни України в Киргизстані» і «Громадяни Киргизії в Україні» та ін.
Серед гостей радіопередачі: Посли України в КР — Петро Шаповал, Володимир Тягло, Володимир Соловей, Микола Дорошенко і Валерій Жовтенко; український поет, автор перекладів з киргизької Борислав Степанюк; журналіст, лауреат премій І.Огієнка, С.Русової і А.Погрібного — Галина Дацюк; професор, перекладач творів Ч.Айтматова українською мовою Микола Васьків; добре відомі у Киргизстані — видатний диригент Асанхан Джумахматов, народна поетеса Майрамкан Абилкасимова, народний письменник Сооронбай Джусуєв, профспілковий працівник Каміль Джангарачев, депутат парламенту і Омбудсмен Турсунбай Бакір уулу.

## Наукова, видавнича і перекладацька діяльність
- Наукові збірники з україністики

У 2003 і 2006 рр. вийшли з друку 1 і 2 випуски наукового збірника «Украинцы в Кыргызстане: Статьи. Исследования. Материалы» редактором-упорядником яких є Хлипенко Георгій Миколайович.
- «Тарас Шевченко у Киргизстані».
- Матеріали до Шевченківської енциклопедії

Оглядова стаття «Киргизька література і Т. Г. Шевченко» та статті-персоналії про киргизьких письменників, критиків, літературознавців, громадських і державних діячів, які у своїй творчості доторкнулися до постаті Тараса Шевченка (автор Г. М. Хлипенко) увійшли до Шевченківської енциклопедії (в 1, 3, 4, 5, 6 томах), виданої в Україні у 2012–15 рр. під егідою Академії наук України.
- «Сказання про Манаса, Семетея і Сейтека»

У 2017 році надруковано художній переклад українською мовою (перекладачі В. Нарозя і М. Бондаренко) «Сказання про Манаса, Семетея і Сейтека» — авторського твору сучасного письменника-білінгва Киргизстану Мара Байджиєва. За формою являє собою поетичне перекладення трилогії киргизького народного епосу «Манас». В основу сказання покладено варіанти видатних народних оповідачів — манасчі Сагинбая Орозбакова, Саякбая Каралаєва, Багиша Сазанова і Шаабая Азізова.
- «Берегиня»: 25 років творення України в Киргизстані

Збірник наукових і публіцистичних матеріалів, присвячений 25-річниці діяльності громадського об'єднання українців КР «Берегиня» видано 2018 р. (редактори-упорядники А. Нарозя і В. Нарозя).
- «Із киргизько-українських літературних зв'язків і україністики. Вибране»

Збірник наукових статей Г. Хлипенка видано 2019 р. (редактори-упорядники А. Нарозя і В. Нарозя).
- «Плач перелітного птаха»

2019 року в журналі «Всесвіт» надруковано притчу Чингіза Айтматова «Плач перелітного птаха» у перекладі українською мовою В.Нарозі.

## Взаємодія з Посольством України в Киргизькій Республіці
Політика України щодо співпраці з Киргизькою Республікою в культурно-гуманітарній сфері формується також і з урахуванням наявної в Киргизстані української діаспори. У цьому контексті важливою складовою її реалізації є Державна програма співпраці із закордонними українцями на період до 2020 року, яка спрямована на забезпечення центральними та місцевими органами виконавчої влади співпраці із закордонними українськими спільнотами, збереження їхньої національно-культурної ідентичності, використання інтелектуального, культурного та духовного потенціалу для утвердження позитивного міжнародного іміджу України.
У рамках цієї програми протягом 2018/2019 рр. Українським товариством КР «Берегиня» в партнерстві з Посольством України в КР були реалізовані наступні проекти:
- проведення Міжнародної науково-практичної конференції «Українська діаспора Киргизстану: вчора, сьогодні, завтра», присвяченій 25-річниці УТКР «Берегиня»;
- видання збірника наукових і публіцистичних матеріалів, присвяченого 25-річниці УТКР «Берегиня»: «„Берегиня“: 25 років творення України в Киргизстані»;
- надання матеріально-технічної підтримки УТКР «Берегиня» для забезпечення виходу в ефір радіопередачі «Берегиня» з тематичною рубрикою «Український світ в ефірі Першого Національного радіоканалу Киргизстану»;
- видання збірника наукових праць видатного українського вченого Киргизстану, критика і літературознавця, дослідника киргизько-українських літературних зв'язків Хлипенка Георгія Миколайовича під назвою «Із киргизько-українських літературних зв'язків і україністики. Вибране»;
- проведення IV Республіканського фестивалю «Українська пісня і танець на землі Манаса», присвяченого пам'яті заслуженого діяча культури КР Райської Олени Анатоліївни;
- забезпечення проведення «круглого столу»: «Українсько-киргизькі літературні зв'язки: вчора, сьогодні, завтра»;
- надання матеріально-технічної підтримки УТКР «Берегиня» для забезпечення діяльності «Навчального кабінету україністики».